# Ischnothyreus darwini
Espèce
Ischnothyreus darwini est une espèce d'araignées aranéomorphes de la famille des Oonopidae.

## Distribution
Cette espèce est endémique du Nord du Territoire du Nord en Australie,.

## Description
Le mâle holotype mesure 1,26 mm et la femelle paratype 1,34 mm.

## Étymologie
Cette espèce est nommée en l'honneur de Charles Darwin.

## Publication originale
- Edward & Harvey, 2009 : A new species of Ischnothyreus (Araneae: Oonopidae) from monsoon rainforest of northern Australia. Records of the Western Australian, vol. 25, p. 287-293 (texte intégral).